# МТБ Банк
МТБ БАНК — український комерційний банк, що заснований  5 листопада 1993-го року як відкрите акціонерне товариство «МАРФІН БАНК». 
В червні 2017 року «МАРФІН БАНК» змінив власників. Кінцевими бенефіціарними власниками банку стали: Михайло Партікевич та Ігор Згуров. У 2018 році до складу кінцевих бенефіціарних власників увійшов Хамед Аліхані. Зі зміною власників був проведений ребрендинг банку. І від 2017 року він був перейменований у Публічне акціонерне товариство «МТБ БАНК».
Ліцензія Національного банку України №66 від 19.03.2018 р.
Статутний капітал ПАТ «МТБ БАНК» становить 635 млн грн.
«МТБ БАНК» є уповноваженим банком Пенсійного фонду України.

## Історія банку
Банк створено рішенням Установчих зборів від 15 вересня 1993 р. (протокол  №1) та зареєстровано Національним банком України 05.11.1993 р. за № 207 як Міжрегіональний акціонерний банк «МіДО».
Рішенням позачергових загальних зборів акціонерів (протокол № 6 від 10.11.1994 р.) назву  Міжрегіонального акціонерного банку «МіДО» було змінено на Акціонерний комерційний банк «МОРТОРГБАНК».
Рішенням Загальних зборів акціонерів Банку (протокол № 9 від 19.01.1996 р.) назву Акціонерного комерційного банку «МОРТОРГБАНК» змінено на Акціонерний комерційний банк «МОРСЬКИЙ ТРАНСПОРТНИЙ БАНК».
Рішенням Загальних зборів акціонерів Банку (протокол № 20 від 26.10.2002 р.) назву Акціонерного комерційного банку «МОРСЬКИЙ ТРАНСПОРТНИЙ БАНК» змінено на Відкрите акціонерне товариство «МОРСЬКИЙ ТРАНСПОРТНИЙ БАНК».

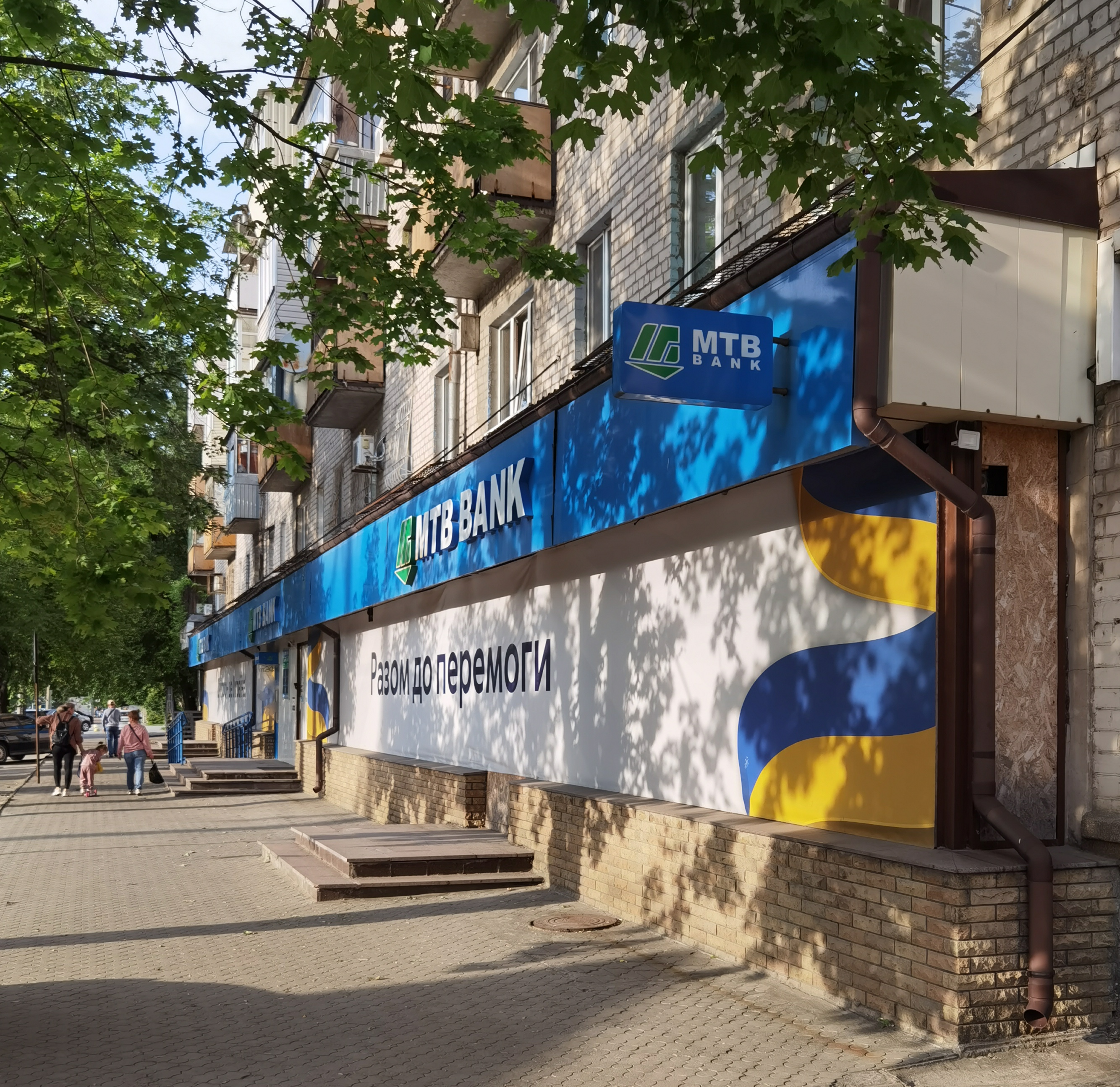
Відділення банку в Дніпрі

Рішенням Загальних зборів акціонерів (протокол  № 36 від  08.07.2010 р.) назву та тип Відкритого акціонерного товариства «МОРСЬКИЙ ТРАНСПОРТНИЙ БАНК» змінено на  ПУБЛІЧНЕ АКЦІОНЕРНЕ ТОВАРИСТВО «МАРФІН БАНК».
Згідно з  рішенням позачергових Загальних зборів акціонерів (протокол  № 56 від  28.12.2017 р.), назву ПУБЛІЧНОГО АКЦІОНЕРНОГО ТОВАРИСТВА «МАРФІН БАНК» змінено на ПУБЛІЧНЕ АКЦІОНЕРНЕ ТОВАРИСТВО «МТБ БАНК».
Відповідно до законодавства України, чинного на дату вказаних вище змін, такі зміни не були зміною організаційно-правової форми господарювання Банку та не потребували застосування процедури припинення Банку, як акціонерного товариства.
ПУБЛІЧНЕ АКЦІОНЕРНЕ ТОВАРИСТВО «МТБ БАНК» виступає правонаступником у всіх правах та зобов’язаннях ПУБЛІЧНОГО АКЦІОНЕРНОГО ТОВАРИСТВА «МАРФІН БАНК», Відкритого акціонерного товариства «МОРСЬКИЙ ТРАНСПОРТНИЙ БАНК», Акціонерного комерційного банку «МОРСЬКИЙ ТРАНСПОРТНИЙ БАНК», Акціонерного комерційного банку «МОРТОРГБАНК» та Міжрегіонального акціонерного банку «МіДО».
ПУБЛІЧНЕ АКЦІОНЕРНЕ ТОВАРИСТВО «МТБ БАНК» є правонаступником щодо всього майна, грошових коштів, прав та обов’язків Публічного акціонерного товариства «Комерційний банк «Центр» (ПАТ КБ «Центр»), зареєстрованого Національним банком України 14.06.2010 р. за № 334, у зв’язку із реорганізацією ПАТ КБ «Центр» шляхом приєднання до ПУБЛІЧНОГО АКЦІОНЕРНОГО ТОВАРИСТВА «МТБ БАНК», здійсненої на підставі дозволу Національного банку України на реорганізацію шляхом приєднання ПАТ КБ «Центр» до ПУБЛІЧНОГО АКЦІОНЕРНОГО ТОВАРИСТВА «МТБ БАНК» за спрощеною процедурою (Розпорядження Національного банку України №477-ро від 10.08.2018 р.). 

## Членство в міжбанківських об'єднаннях
Членство/участь ПАТ «МТБ БАНК» в міжбанківських об'єднаннях, біржах, асоціаціях і міжнародних організаціях:
- Фонд гарантування вкладів фізичних осіб.
- Міжнародна платіжна система MasterCard Worldwide - афілійований член.[4]
- Міжнародна платіжна система Visa International Inc. - асоційований член.[5]
- UnionPay International.
- Українська міжбанківська Асоціація членів платіжних систем.[6]
- Партнер компанії Western Union[7].
- Асоціація «Українські фондові торговці».[8]
- Професійна Асоціація учасників Ринкового капіталу і деривативів.[9]
- ПАТ «Розрахунковий центр з обслуговування договорів на фінансових ринках».
- ПАТ «Національний депозитарій України».[10]
- S.W.I.F.T.
- Thomson Reuters.
- Уповноважений банк Пенсійного фонду України.
- Незалежна асоціація банків України.[11]

## Рейтинг депозитів
Уже протягом декількох років ПАТ «МТБ БАНК» зберігає високі позиції депозитного та кредитного рейтингів, присвоєні спеціалізованим незалежним рейтинговим агентством «Кредит-Рейтинг».

## Кредитний рейтинг
Довгостроковий кредитний рейтинг ПАТ «МТБ БАНК» було присвоєно 29 травня 2007 року.
Протягом декількох років кредитний рейтинг банку підвищився до рівня «uaAA», прогноз стабільний і утримується по сьогоднішній день.

## Спонсорство та меценатська діяльність
ПАТ «МТБ БАНК» багато років поспіль є преміум-партнером Міжнародного музичного фестивалю «Odessa Classics», спонсором щорічного фестивалю мистецтв «Оксамитовий сезон в Одеській опері». 
Спонсорує щорічні регати крейсерських яхт «Кубок портів Чорного моря» та  «Кубок Чорного моря», професійні міжнародні тенісні турніри під егідою ITF. 
Надає фінансову підтримку благодійній організації «Корпорація монстрів» та бере участь у проектах, які націлені на боротьбу с пандемією COVID-19.

## Нагороди та відзнаки
2009 — «Банк з високим рівнем відкритості та прозорості бізнесу» (Перший Національний конкурс «Банк року-2009» за версією журналу «Банкиръ»)
2011 — нагорода «European Quality» («Европейское качество») Міжнародного Сократівського комітету Європейської Бізнес Асамблеї (Оксфорд, Велика Британія)
2016 — «Банк – надійний партнер у світі бизнесу» VIII Всеукраїнського конкурсу «БАНК РОКУ – 2016»,